# Била (окръг Гюргево)
Била (на румънски: Bila) е село в Румъния, разположено в община Скиту, окръг Гюргево. Намира се на 62 метра надморска височина. Според преброяването през 2011 г. е с население от 512 души. Според преброяването от 2002 г. всичките жители на селото са записани като румънци, но по оценки на местното население селото е чисто българско.
Българите се преселват в селото основно през периода от 1806 до 1814 г., от района на Бяла Слатина и Враца. Според Густав Вайганд през 1822 г. в селото се заселват бесарабски българи. В периода през 1910 –1920 г. в селото е чисто българско и в него са живеели 1150 българи. В болшинството си местните българи използват белослатинско-плевенския говор.